# Устав Југославије из 1963.
Устав Социјалистичке Федеративне Републике Југославије из 1963. године био је други по реду устав социјалистичке Југославије, који је донет 7. априла 1963. године од стране Скупштине СФРЈ. Ступањем на снагу тог Устава, престао је да важи дотадашњи Устав ФНРЈ из 1946. године, као и Уставни закон ФНРЈ из 1953. године. Новим Уставом, дотадашња Федеративна Народна Република Југославија (ФНРЈ) преименована је у Социјалистичку Федеративну Републику Југославију (СФРЈ). Такође су промењени и називи федералних јединица, које се више нису звале народним, већ социјалистичким републикама. Такође је промењен и статус дотадашње Аутономне косовско-метохијске области (АКМО), која је уздигнута на виши степен самоуправе, под називом Аутономна Покрајина Косово и Метохија (АПКМ), чиме је у правима изједначена са Аутономном Покрајином Војводином, а обе покрајине налазиле су се у саставу Социјалистичке Републике Србије. Поред функције Председника СФРЈ, уведена је и функција Потпредседника СФРЈ.

## Одредбе
Устав је као настао резултат уверења владајућих структура Југославије да су самоуправни односи у довољној мери превладали у друштву да завређују ново и коначно уставно правно дефинисање и устоличавање.
Дефиницију државе карактерише не само одредба да је то савезна држава, већ и социјалистичка демократска заједница, што је требало да означи тежњу ка марксистичком идеалу о одумирању државе.
Основима економског уређења проглашени су друштвена својина, самоуправљање и самоорганизовање радних људи на микро и макро плану.
Право на друштвено самоуправљање проглашено је неприкосновеним, а територијалне јединице у држави (општина, срез, аутономне покрајине Србије, социјалистичке републике и сама федерација) проглашене су друштвено-политичким заједницама. У одредби незабележеној у уставном праву, укинута је хијерархија између ових јединица и уведен систем међусобних права и обавеза. 
Скупштина је проглашена највишим органом власти и друштвеног самоуправљања, а у савезну и републичке скупштине су поред општеполитичког већа уведена и већа радих заједница - привредно, просветно-културно, социјално-здравствено и организационо-политичко. Скупштине аутономних покрајина могле су имати и више.
Председник републике постао је независан од СИВ-а и  самостални орган федерације. Уведен је Уставни суд Југославије и уставни судови република чланица.

## Амандмани
На Устав СФРЈ из 1963. године донето је током наредних година укупно 42 амандмана, који су усвајани у три наврата: 
- Амандмани на Устав Југославије из 1967. (амандмани I-VI)[3]
- Амандмани на Устав Југославије из 1968. (амандмани VII-XIX)[4]
- Амандмани на Устав Југославије из 1971. (амандмани XX-XLII)[5]

Нови уставни амандмани знатно су ојачали положај аутономних покрајина, уведени су и нови видови самоуправљања, а дотадашњи савезни органи постали су заједнички, а не више надређени органима федералних јединица. Учестале амандманске промене и краткоћа важења уставних решења сведоче да стабилност институција није била постигнута на дужи рок. Устав је заједно са новоусвојеним амандманима наставио да важи до доношења новог Устава СФРЈ из 1974. године.